# Microbicida
Los microbicidas son sustancias químicas que matan a los microbios. Dado que son eficaces contra los virus, reducen su infectividad dañando el ácido nucleico o las proteínas de superficie de los virus. En muchas dispersiones, como pinturas, barnices, agentes de limpieza, champús y cosméticos, los microbicidas son ingredientes necesarios (los llamados conservantes) para garantizar una larga vida útil y una buena calidad del producto.
El espectro de actividad se divide en:
- Virucida - contra virus
- Bactericidas - contra bacterias, con el caso especial de tuberculocidas (contra gérmenes que causan tuberculosis)
- Fungicidas - contra hongos
- Algicidas - contra las algas

Los microbicidas pertenecen junto con las sustancias microbiostáticas a las sustancias antimicrobianas y forman un subgrupo de los biocidas.

## Otras lecturas
- Mikrobiozide En: Lexikon der Biologie, Spektrum Akademischer Verlag, Heidelberg, 1999.
- Microbicidas En: Brockhaus Enzyklopädie digital 2002, Bibliographisches Institut & FA Brockhaus AG, 2002.
- Wilfried Paulus: Directorio de microbicidas para la protección de materiales y procesos . Springer Netherland, Berlín 2006, ISBN 1-402-04861-0 .

## Enlaces web
- Resumen de microbicidas en el sitio web de la OMS (en inglés)

- Datos: Q1933834